# Leave Me Alone (I’m Lonely)
«Leave Me Alone (I’m Lonely)» (рус. Оставь меня одну! (Я одинока)) — песня Pink, шестой сингл с четвёртого альбома I’m Not Dead (2006). Он был выпущен в 2007 году физическим CD синглом в Австралии, и только в цифровом EP в Великобритании с «Dear Mr. President». На EP присутствуют версии вживую обеих песен. Определённые европейские страны получили физический CD rрелиз сингла.
В начале февраля 2007, до официального релиза сингла, песня была на B-list в BBC Radio 1. Она дебютировала в UK Singles Chart 60 номером и поднялась до 34 строки, у неё был наименьшие позиции в UK single в то же время. В Австралии сингл дебютировал на 11-й строке и достиг пика на 5, став для Pink четвёртым хитом в топ-5 с альбома I’m Not Dead; сингл также достиг топ-5 в Новой Зеландии и был сертифицирован Золотым 5 октября 2008 — после того, как было реализовано более 7500 копий.
Клип состоит из выступлений Pink с I’m Not Dead Tour. В видео в основном включены выступления с «Leave Me Alone (I’m Lonely)», но в него также включены вырезки с выступлений таких песен как «Stupid Girls», «Fingers», «The One That Got Away» и «U + Ur Hand».

## Список композиций и форматы
- UK Single

1. «Leave Me Alone (I’m Lonely)» — 3:18
2. «Dear Mr. President» [при участии Indigo Girls] — 4:33
3. «Dear Mr. President» [Live] — 4:45
4. «Leave Me Alone (I’m Lonely)» [Live] — 4:44

- Australian CD Single

1. «Leave Me Alone (I’m Lonely)» — 3:18
2. «Dear Mr. President» [Live From Wembley Arena] — 4:49
3. «Who Knew» [Live From Wembley Arena] — 3:26

Бонус Видео «Leave Me Alone (при участии Майкла Джексона)» & «Live From Wembley Coming Soon Trailer»!

## Технический состав
- Вокал: Pink
- Бэк-вокал: Pink и Бутч Уолкер
- Микширвание: Том Лорд-Альдж
- Ассистент: Фемьо Хермандес
- Дополнительное программирование: Бутч Уолкер
- Программирование брабанов/клавишных: Дэн Чейз
- Барабаны: Милайоус Джонсон
- Гитары: Милайоус Джонсон
- Басы: Бутч Уолкер

## Чарты
| Чарт (2007)                   | Наивысшая позиция |
| ----------------------------- | ----------------- |
| Australian ARIA Singles Chart | 5                 |
| Australian Airplay Chart      | 3                 |

| Чарт (2006/07)                  | Наивысшая позиция |
| ------------------------------- | ----------------- |
| New Zealand RIANZ Singles Chart | 5                 |
| Slovakia Singles Chart          | 17                |
| UK Singles Chart                | 34                |

## Сертификации
| Страна       | Сертификации | Продажи |
| ------------ | ------------ | ------- |
| По всем миру |              | 500,000 |